# Traversée du monde souterrain
Traversée du monde souterrain, Paysage avec la barque de Charon, Charon traversant le Styx, Passage du Styx, ou Traversée du Styx est un tableau peint par Joachim Patinir entre 1520 et 1524 et conservé au musée du Prado à Madrid.

## Analyse de l'œuvre
Fait sans doute sans précédent dans l'histoire de la peinture occidentale, Charon, le passeur d'âmes de la mythologie, est le sujet principal d'un tableau. Moyennant péage, il a pour mission de conduire dans sa barque, sur les eaux du Styx, les défunts vers le séjour des morts.
Virgile le décrit ainsi dans l'Énéide :

« Le terrible et hideux Charon garde ces eaux et ces fleuves. De son menton descend une barbe épaisse, inculte et blanchie par l'âge. Ses yeux étincellent. Un nœud rattache son sale manteau sur ses épaules. Il conduit lui-même avec l'aviron et dirige avec la voile la barque funèbre sur laquelle il transporte les morts. Il est vieux, mais sa vieillesse, verte et vigoureuse, est celle d'un dieu. »

Situé au centre du tableau (fig. 1), Charon dans sa barque est au point crucial où il doit choisir sa direction.
À sa gauche (fig. 2), qui correspond à la partie droite du tableau, est la porte de l'Enfer. Elle est gardée par Cerbère, un chien à trois têtes. Derrière, des feux ardents illuminent çà et là les ténèbres qui règnent partout jusqu'au ciel.
Au premier plan (fig. 3), des vergers peuplés d'oiseaux forment, à première vue, un paysage plus serein. Cependant, la présence un peu inquiétante d'un animal à face simiesque tempère l'impression initiale. Ce paysage ambigu semble suggérer les limbes.
À sa droite (fig. 4), qui correspond à la partie gauche du tableau, figure le Paradis avec ses vergers et son immense fontaine. Un ange fait un signe, comme pour engager Charon à virer de bord afin d'atteindre les rives idylliques verdoyantes, peuplées d'anges, de bienheureux, de biches, de licornes, de lapins, de cygnes, et de paons. Cet endroit peut également représenter la tentation, la gloire, la jouissance du pouvoir.

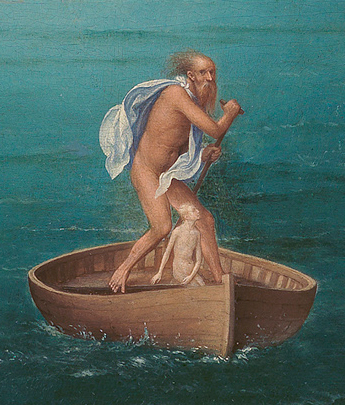
1. Détail : Charon conduisant sa barque.
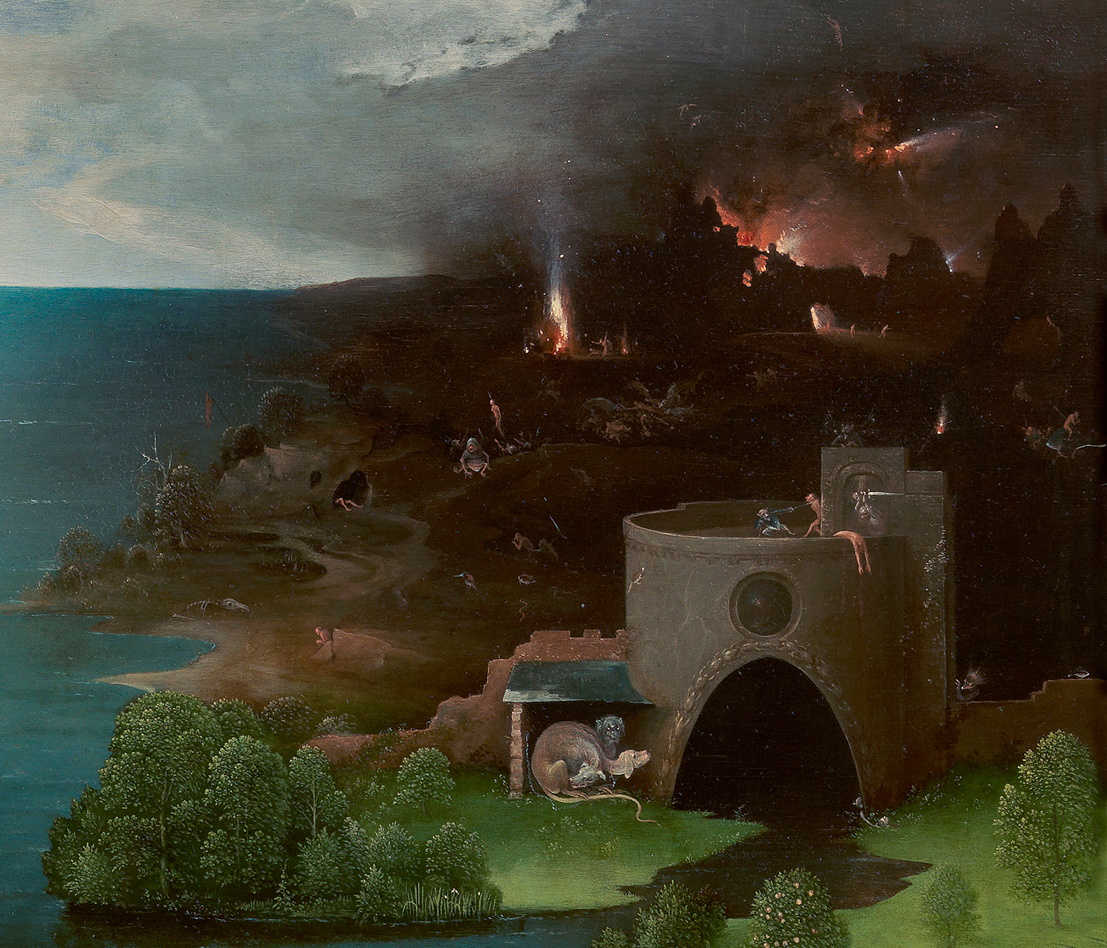
2. Détail : L'enfer.
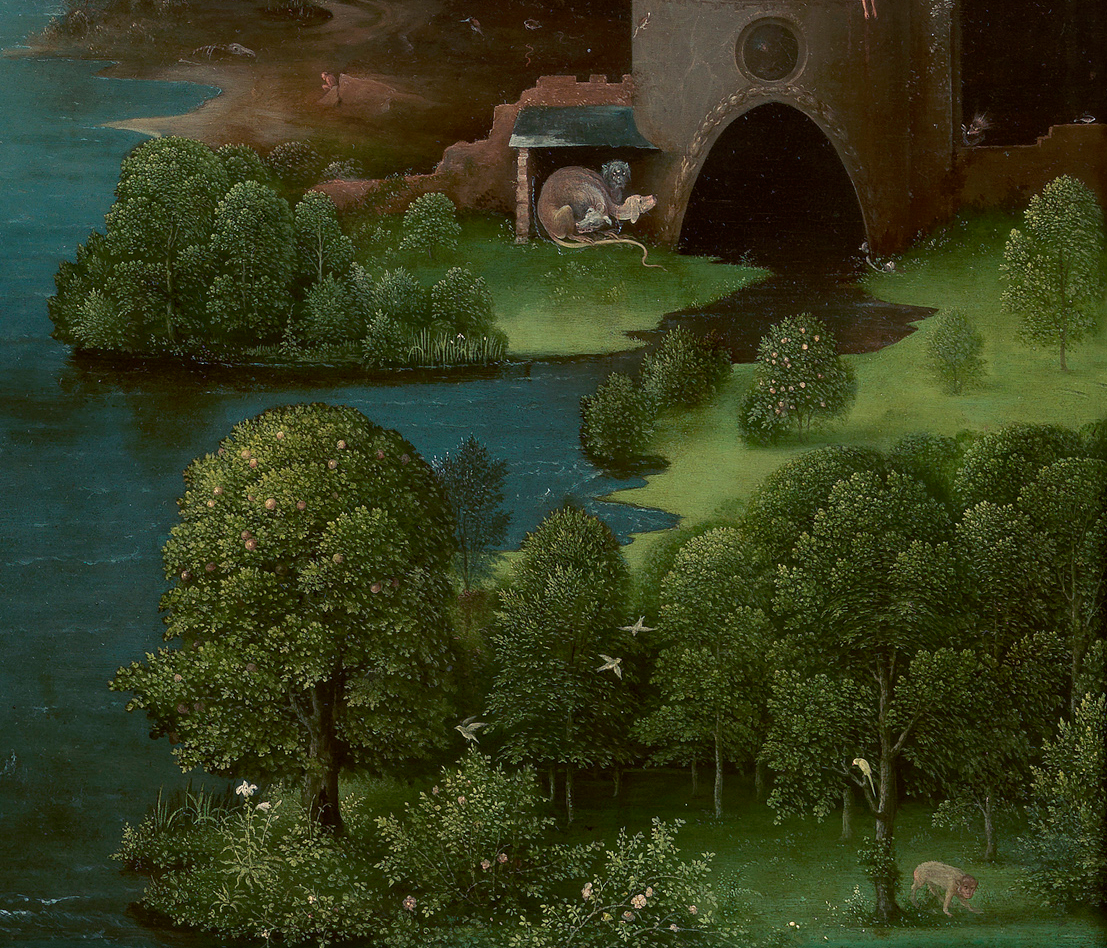
3. Détail : Les limbes.
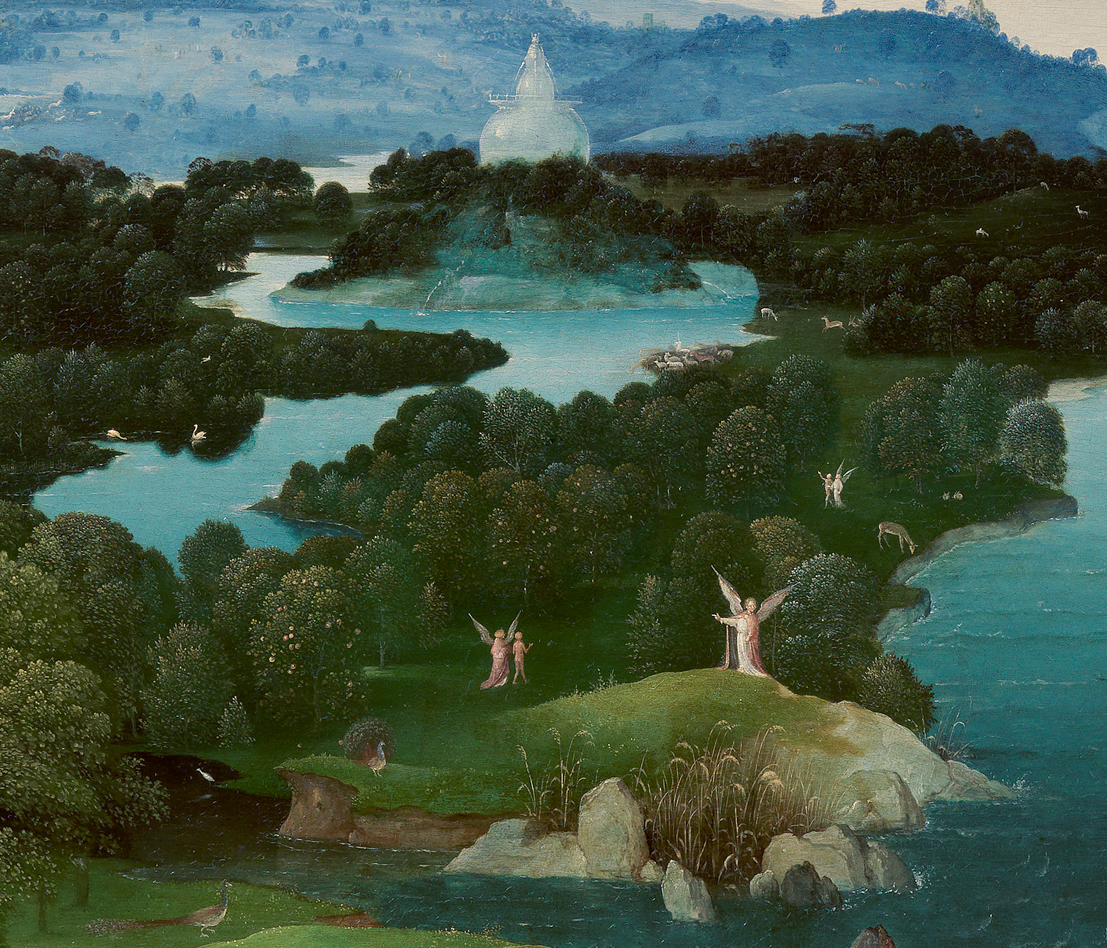
4. Détail : Le paradis.

Joachim Patinier traite donc ici, dans ce tableau à suspens, le thème du bivium, de la bifurcation qui offre le choix entre la voie du mal et celle du bien qui mène au salut.
Joachim Patinier peut traiter également ici, de l'équilibre de vie. En ne faisant aucun choix et en restant dans la vigilance.